# Астерикс и Обеликс срещу Цезар
„Астерикс и Обеликс срещу Цезар“ (на френски: Astérix et Obélix contre César) е деветият филм за комиксовия герой Астерикс и другаря му Обеликс и първият игрален филм за тях.

## Сюжет
Внимание:  Текстът по-долу разкрива сюжета на произведението (или части от него)!
В него се разказва за подлия римски пълководец, който се опитва да залови Панорамикс, и да свали Цезар от власт. Ролята на Астерикс е поверена на Кристиан Клавие, а тази на Обеликс на Жерар Депардийо.

## В ролите
| Актьор          | Роля             |
| --------------- | ---------------- |
| Кристиан Клавие | Астерикс         |
| Жерар Депардийо | Обеликс          |
| Роберто Бенини  | Детригнус        |
| Летисия Каста   | Фалибала         |
| Клод Пиеплю     | Панорамикс       |
| Готфрид Йон     | Юлий Цезар       |
| Ариел Домбал    | Мадам Ветераникс |
| Мишел Галабрю   | Абранакурсикс    |
| Даниел Прево    | Проликс          |